# Sialang Indah
Sialang Indah is een bestuurslaag in het regentschap Pelalawan van de provincie Riau, Indonesië. Sialang Indah telt 2176 inwoners (volkstelling 2010).